# Лемматизация
Лемматиза́ция — процесс приведения словоформы к лемме — её нормальной (словарной) форме.

## Нормальные формы
В русском языке нормальными формами считаются следующие морфологические формы:
- для существительных — именительный падеж, единственное число;
- для прилагательных — именительный падеж, единственное число, мужской род;
- для глаголов, причастий, деепричастий — глагол в инфинитиве (неопределённой форме) несовершенного вида.

## Примеры
- кошками → кошка
- бежал → бежать
- боязненных → боязненный

## Автоматические лемматизаторы с поддержкой русского языка
1. Mystem
2. Treetagger
3. UDPipe